# 1525 Savonlinna
1525 Savonlinna è un asteroide della fascia principale del diametro medio di circa 12,18 km. Scoperto nel 1939, presenta un'orbita caratterizzata da un semiasse maggiore pari a 2,6951914 UA e da un'eccentricità di 0,2660018, inclinata di 5,86947° rispetto all'eclittica.
L'asteroide è dedicato all'omonima città finlandese.